# Parque Nacional e Reserva de Wrangell-St. Elias
| Imagem: Kluane/Wrangell-St Elias/Baía Glacier/Tatshenshini-Alsek | O Parque Nacional e Reserva de Wrangell-St. Elias está incluido no sítio "Kluane/Wrangell-St Elias/Baía Glacier/Tatshenshini-Alsek", Património Mundial da UNESCO. |  |

O Parque Nacional e Reserva de Wrangell-St. Elias (em inglês:  Wrangell-St. Elias National Park and Preserve) é um parque nacional localizado no sul do Alasca, nos Estados Unidos.
A área do parque está incluída como reserva da biosfera e faz parte de um local classificado pela UNESCO como Património da Humanidade. É, em área, o maior parque nacional dos Estados Unidos, estendendo-se por 53 321 km², o que o torna maior que nove dos estados dos E.U.A.
Protege a zona do monte Santo Elias (5489 m), o segundo pico mais alto do país. O parque está situado na fronteira com o Canadá e limita com outro parque nacional, o Parque Nacional Kluane, no Canadá.

## Galeria

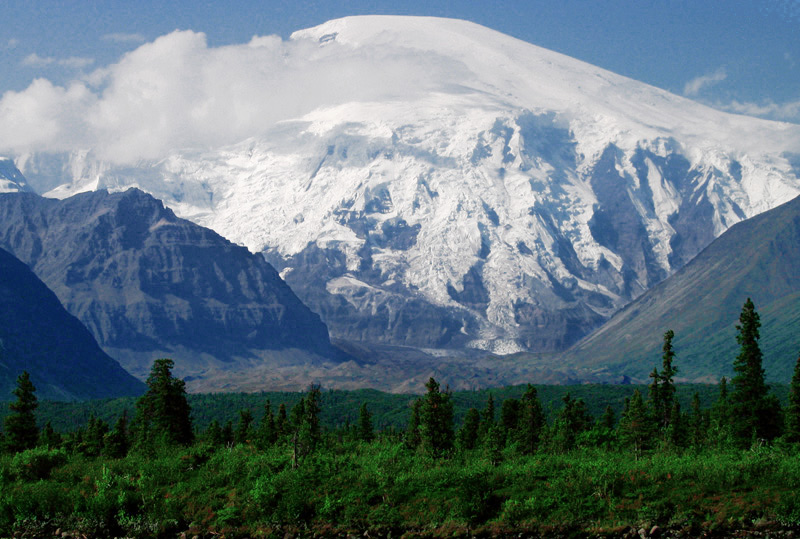
Monte Sanford
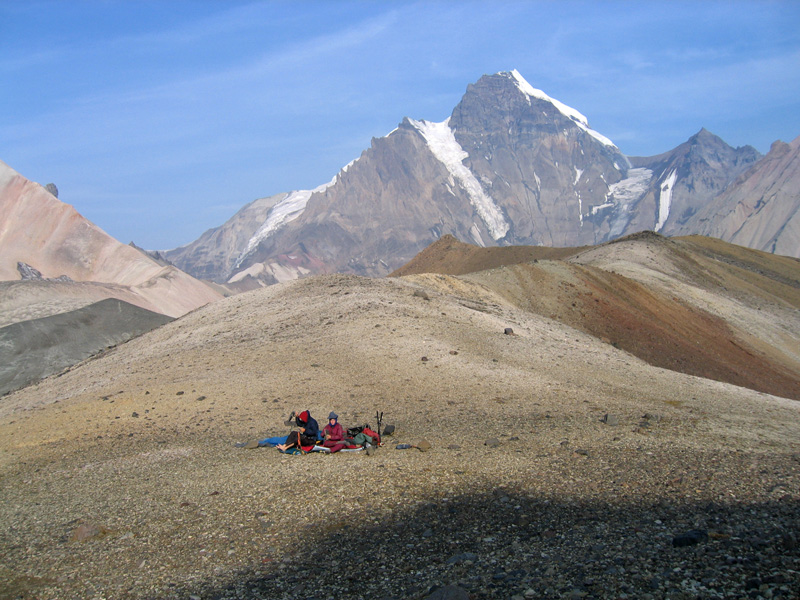
Entre o Monte Sanford e o Monte Drum
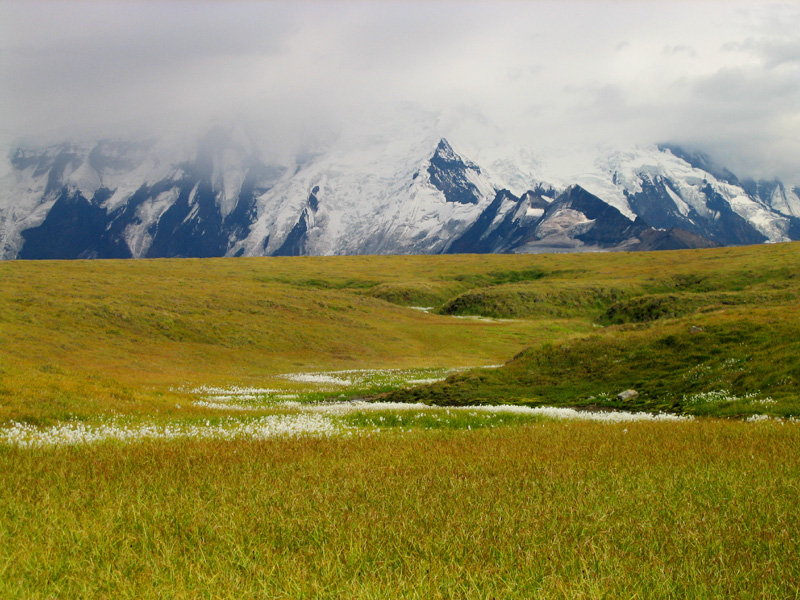
Monte Sanford
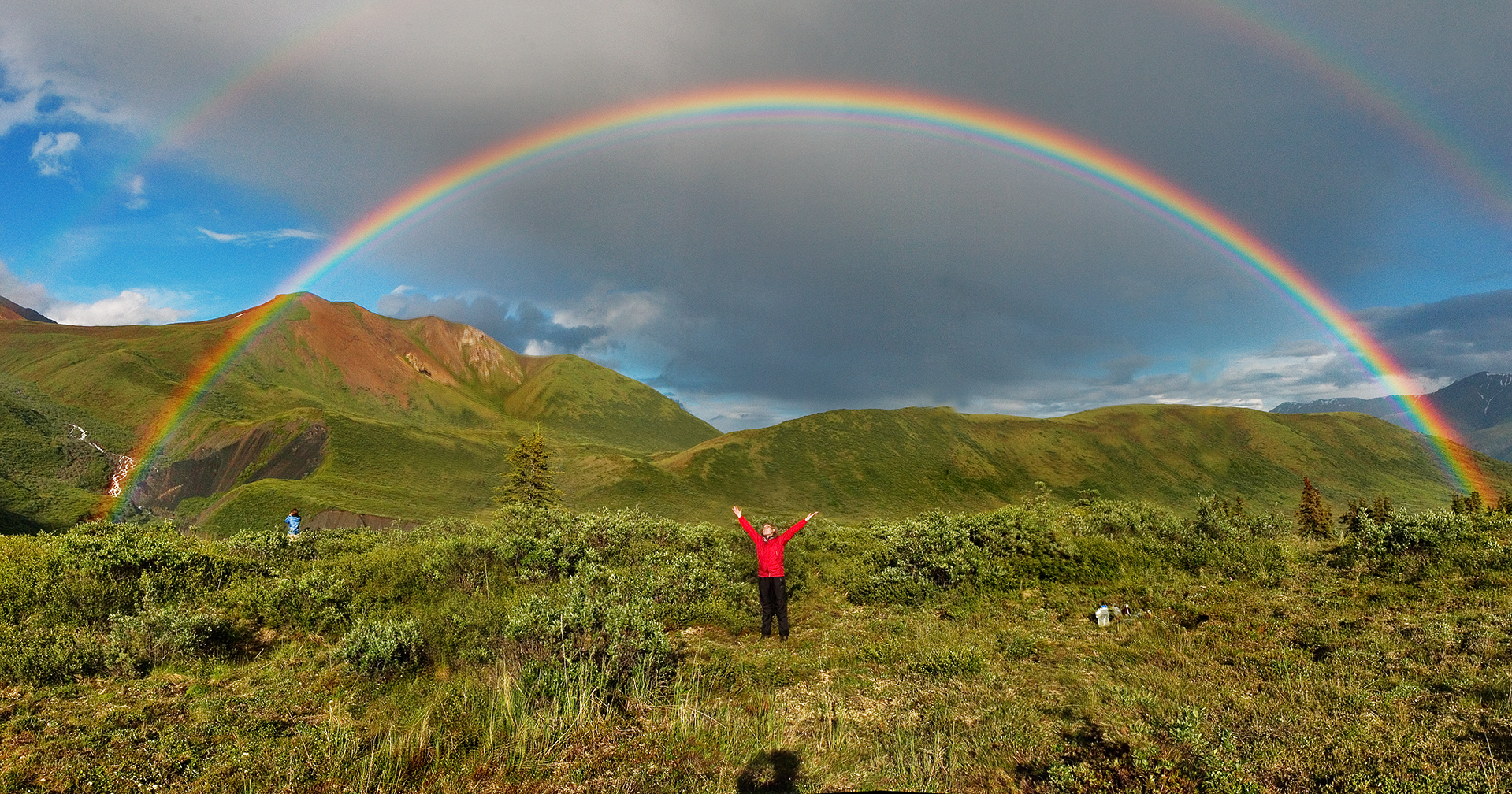
Arco-íris no parque

1. ↑  «Listing of acreage – December 31, 2011». Serviço Nacional de Parques. 31 de dezembro de 2011. Consultado em 25 de dezembro de 2023